# محمد الطرابلسي
محمد الطرابلسي (مواليد 1954) هو وزير الشؤون الاجتماعية في حكومة الوحدة الوطنية التونسية، متحصّل على دبلوم في التاريخ والجغرافيا من كليّة الآداب والعلوم الإنسانية بتونس وأستاذية من معهد الصحافة وعلوم الإخبار، كما أنه متخرج من معهد الدفاع الوطني بتونس.
تولّى الطرابلسي منصب أمين عام مساعد بالاتحاد العام التونسي للشغل مكلّف بالتعليم ثم الاتصال والعلاقات الدولية.
وهو عضو بالمجلس الوطني للشباب والمعهد الوطني للإحصاء ثمّ تم تعيينه مديرًا لأنشطة العمال لشمال إفريقيا بالمكتب الإقليمي للمنظمة الدولية للعمل بالقاهرة، وهو نائب رئيس جمعية سوليدار.